# 시날로아주머니생쥐
시날로아주머니생쥐(Chaetodipus pernix)는 주머니생쥐과에 속하는 설치류의 일종이다. 거친털주머니생쥐속에 속하는 17종의 주머니생쥐의 하나이다. 멕시코의 토착종이다. 관목 속에서 서식하며, 다양한 색을 띤다.

## 특징
시날로아주머니생쥐는 거친털주머니생쥐속 중에서 가장 작은 종으로 전체 몸길이는 200mm이하이다. 두개골은 좁고, 가늘고 긴 코와 중간 크기의 귀를 갖고 있다. 몸길이보다 길고 가는 털을 가진 꼬리를 갖고 있다. 털 색은 다양하며 보통 누르스름한 갈색을 띠지만 등 쪽은 항상 진하고 옆구리와 배 쪽은 연한 색을 띤다. 먹이는 곡식과 씨앗으로 구성되어 있다. 보통 7마리의 새끼를 낳는다.

## 아종
2종의 아종이 알려져 있다.
- C. p. pernix
- C. p. rostratus,